# 5월 30일
5월 30일은 그레고리력으로 150번째(윤년일 경우 151번째) 날에 해당한다.

## 사건
- 1416년 - 콘스탄츠 공의회에서 신성 로마 제국의 황제 지기스문트의 지지를 받은 대립교황 요한 23세가 보헤미아의 종교 개혁자 프라하의 제롬을 이단재판을 통해 화형에 처했다.
- 1394년 - 조선의 문신 정도전이 법률서《조선경국전》 및 불교 비판서《불씨잡변》을 지었다.
- 1403년 - 조선 태종 3년의 병력 수가 29만 3,600명으로 집계되다.
- 1431년 - 백년 전쟁: 잔다르크가 프랑스 루앙에서 19살의 나이로 잉글랜드 왕국의 종교재판에 따라 화형을 당하다.
- 1518년 - 조선 경기도에 지진이 일어나다.
- 1536년 - 잉글랜드의 헨리 8세가 첫 번째, 두 번째 아내의 여시종이었던 제인 시모어와 결혼하다.
- 1553년 - 조선 명종 8년, 제주도에 왜변(倭變)이 일어나다.
- 1555년 - 조선 명종 10년, 을묘왜변이 발생하다.
- 1574년 - 프랑스 왕국의 앙리 3세가 국왕이 되다.
- 1588년 - 스페인의 무적함대의 마지막 배가 리스본에서 영국 해협을 향해 출항하다.
- 1617년 - 조선 광해군 9년, 에도 막부에 오윤겸, 박재, 이경직 등을 통신사로 보내다.
- 1910년 - 대한제국에 데라우치 마사타케가 통감부의 통감으로 임명되다. 부임은 7월 23일.
- 1922년 - 미국 워싱턴 D.C.에서 링컨 기념관이 개관하다.
- 1925년 - 중화민국 상하이에서 반제국주의 민중운동이 일어나다.
- 1950년 - 대한민국에 제2대 국회의원 선거가 실시되다.
- 1967년 - 비아프라가 건국됐다.
- 1972년 - 이스라엘 텔아비브에서 로드 공항 사건이 발생해 범인을 포함한 26명이 사망하다.
- 1998년 - 파키스탄이 핵실험을 하다.
- 2004년 - 김선일이 이라크 안바르주 팔루자 부근에서 납치됐다.
- 2012년 - 찰스 테일러가 시에라리온 내전 동안 벌어진 잔혹 행위를 사주하고 도운 혐의로 징역 50년형을 선고받다.
- 2013년 - 나이지리아가 동성 결혼 금지법을 통과시키다.

## 문화
- 1489년 - 조선 성종 20년 내의원 제조 영돈녕 윤호 등에게 《신찬 구급 간이방(新撰救急簡易方)》을 저술, 편찬케 하다.
- 1954년 - 대한민국의 문교부·국방부·내무부에서 한국어 해득자가 전 한국인의 90%로 집계되었다고 발표하다.
- 1985년 - 대한민국 서울특별시 영등포구에 대한생명 63빌딩을 준공하다.
- 2002년 - 대한민국의 SBS 제주지국 폐업,KBC 광주방송 제주지국센타 폐업 및 통합JIBS 제주방송 개국준비
- 2011년 - 대한민국의 KBS 1TV의 저녁 뉴스 프로그램인 KBS 뉴스네트워크가 KBS 뉴스 7로 제목이 변경되어 방송을 개시하다.
- 2023년 - 대한민국 경기도에 신평화로(국도 제3호선 우회도로) 소요산IC ~ 초성IC 구간이 개통되었다.
- 2025년 - SBS의 물은 생명이다가 24년 만에 종영되었다.

## 탄생
- 1539년 - 조선 중기의 문인 겸 문신 최립(崔岦). (~1612년)
- 1814년 - 러시아의 무정부주의자 미하일 바쿠닌. (~1876년)
- 1879년 - 잉글랜드의 화가 버네사 벨. (~1961년)
- 1884년 - 미국의 야구 선수 루브 올드링. (~1961년)
- 1891년 - 미국의 바이올린 연주자 벤 버니. (~1943년)
- 1896년 - 미국의 영화 감독 하워드 혹스. (~1977년)
- 1909년 - 미국의 스윙 재즈 음악가, 클라리넷 연주자 베니 굿먼. (~1986년)
- 1911년 - 미국의 초백세인 도로시 커스터. (~2015년)
- 1919년 - 볼리비아의 정치인 레네 바리엔토스. (~1969년)
- 1921년 - 대한민국의 화가 임직순. (~1996년)
- 1922년 - 대한민국의 군인이자 정치인 강영훈. (~2016년)
- 1925년 - 대한민국의 정치인 정휘동. (~2012년)
- 1928년
  - 대한민국의 정치인 이범준. (~2007년)
  - 벨기에의 영화감독 아녜스 바르다. (~2019년)
  - 우간다의 군인, 정치인 이디 아민. (~2003년)
- 1933년 - 대한민국의 법조인 이범렬. (~1996년)
- 1936년 - 대한민국의 가수, 전 국회의원 최희준. (~2018년)
- 1939년
  - 대한민국의 작가 김경석.
  - 대한민국의 가수 이현희. (~1971년)
- 1946년
  - 세르비아의 전 축구 선수 드라간 자이치.
  - 타이의 정치가 수파차이 파닛차팍.
- 1949년 - 일본의 가수, 배우, 희극인 히노 쇼헤이. (~2024년)
- 1953년 - 중화인민공화국의 소설가 찬쉐.
- 1954년 - 일본의 정치인 구키 구니야스.
- 1956년 - 그리스의 판사, 대통령 카테리나 사켈라로풀루.
- 1957년 - 대한민국의 정치인 이종배.
- 1958년 - 대한민국의 가수, 방송인 임백천.
- 1960년 - 대한민국의 희극인 김형곤. (~2006년)
- 1961년 - 필리핀의 배우 릭키 다바오. (~2025년)
- 1962년 - 대한민국의 배우 최민식.
- 1964년 - 대한민국의 배우 겸 제작자 이정학.
- 1966년 - 독일의 전 축구 선수 토마스 헤슬러.
- 1967년 - 대한민국의 대학교수 양우석.
- 1968년 - 대한민국의 변호사 최명호.
- 1969년 - 일본의 영화 감독 가와세 나오미.
- 1971년
  - 대한민국의 배우 조연우.
  - 대한민국의 농구 선수 박승일. (~2024년)
  - 미국의 뮤지컬 배우 이디나 멘젤.
- 1972년
  - 우즈베키스탄의 유도 선수 안드레이 시투르바빈.
  - 일본의 성우 호시 소이치로.
  - 일본의 전 축구 선수 사카모토 요시유키.
  - 벨기에의 프로그래머, 컴퓨터 게임 디자이너 스벤 빙커.
- 1974년
  - 대한민국의 배우 신하균.
  - 대한민국의 축구 선수 김대의.
  - 미국의 힙합 가수 빅 엘.
- 1975년 - 대한민국의 전 가수 하록.
- 1977년 - 앙골라의 전 축구 선수 아콰.
- 1978년 - 브라질의 종합격투기 선수 료투 마시다.
- 1979년
  - 대한민국의 성우 이정민.
  - 일본의 성우 쿠기미야 리에.
- 1980년 - 영국의 축구 선수 스티븐 제라드.
- 1981년 - 대한민국의 드러머 서동욱.
- 1983년
  - 대한민국의 야구 선수 류제국.
  - 대한민국의 만화가 조석.
  - 대한민국의 성우 김영은.
  - 대한민국의 배우 권다현.
  - 보스니아 헤르체고비나의 배구 선수 안젤코 추크.
- 1985년 - 중화인민공화국의 배우 쑹원페이. (~2013년)
- 1986년 - 스페인의 축구 선수 세르히오 라모스 (레알 마드리드).
- 1987년
  - 대한민국의 배우 안소요.
  - 일본의 언론인 쿠와코 마호.
  - 대한민국의 영화배우, 뮤지컬 배우 이슬기.
- 1988년 - 브라질의 종합격투기 선수 아만다 누니스.
- 1989년
  - 대한민국의 가수 효민 (티아라).
  - 대한민국의 배우 김가은.
  - 대한민국의 가수 에일리.
  - 대한민국의 기업인, 승마 선수 김동선.
  - 일본의 성우, 배우 이시카와 유이.
  - 대한민국의 미스코리아 김혜림.
  - 일본의 전 축구 선수 마루타니 다쿠야.
- 1990년
  - 대한민국의 가수 윤아 (소녀시대).
  - 대한민국의 농구 선수 이대성.
  - 조선민주주의인민공화국의 축구 선수 박승혁.
- 1991년 - 대한민국의 가수 사라.
- 1992년
  - 스페인의 가수 만디 산토스.
  - 홍콩의 수영 선수 아우호이선.
- 1993년
  - 일본의 배우 후쿠시 소타.
  - 대한민국의 전직 스타크래프트 프로게이머 김정훈.
- 1994년
  - 대한민국의 미스코리아, 배우 김정진.
  - 프랑스의 가수 마데온.
- 1995년 - 대한민국의 인플루언서 이소연.
- 1996년 - 러시아의 축구 선수 알렉산드르 골로빈.
- 1997년
  - 캐나다의 가수 제이콥 (더보이즈).
  - 대한민국의 가수 은하 (여자친구, 비비지).
  - 일본의 아이돌 코지마 마코. (AKB48)
- 1998년 - 대한민국의 래퍼 적색밴드.
- 1999년
  - 잉글랜드의 축구 선수 에디 은케티아.
  - 중국의 레이싱 드라이버 저우관위.
- 2000년
  - 대한민국의 래퍼, 범죄자 노엘.
  - 일본의 축구 선수 스즈키 도이치.
- 2001년
  - 대한민국의 가수 도이.
  - 대한민국의 야구 선수 박시원.
- 2002년
  - 대한민국의 바둑 기사 허서현.
  - 태국의 가수 나띠.
- 2009년 - 대한민국의 아역배우 김수인.

## 사망
- 1431년 - 프랑스의 수호성인 잔 다르크. (1412년~)
- 1778년 - 프랑스의 철학자, 작가 볼테르. (1694년~)
- 1912년 - 미국의 비행기 제작가 윌버 라이트. (1867년~)
- 1918년 - 러시아의 마르크스주의자, 정치인 게오르기 플레하노프. (1856년~)
- 1939년 - 대한민국의 독립운동가 안공근. (1889년~)
- 1961년 - 도미니카공화국의 정치인 라파엘 트루히요. (1891년~)
- 1980년 - 대한민국의 민주운동가 김의기. (1959년~)
- 2002년 - 대한민국의 기독교 페미니스트 겸 노동운동가 이우정. (1923년~)
- 2006년 - 일본의 영화 감독 이마무라 쇼헤이. (1926년~)
- 2011년 - 대한민국의 축구 선수 정종관. (1981년~)
- 2013년 - 대한민국의 라디오 DJ, 방송인 이종환. (1937년~)
- 2016년 - 대한민국의 천주교 인천교구 교구장인 최기산. (1948년~)
- 2019년 - 미국의 정치인 새드 코크런. (1937년~)
- 2020년 - 대한민국의 수학자 김용운. (1927년~)
- 2022년 - 브라질의 영화배우 미우통 곤사우베스. (1933년~)
- 2023년
  - 소련의 군인 베라 푸티나. (1926년~)
  - 미국의 농구 선수 마커스 힉스. (1978년~)
- 2025년
  - 미국의 영화배우 밸러리 머해피. (1953년~)
  - 미국의 영화배우 로레타 스윗. (1937년~)
  - 대한민국의 배구선수 장윤창. (1960년~)

## 기념일
- 앵귈라 데이: 앵귈라
- 카나리아 제도의 날 (Día de las Canarias): 카나리아 제도
- 어머니날: 니카라과
- 로드 공항 사건 희생자 추모일(Lod Massacre Remembrance Day): 푸에르토리코
- 의회의 날: 크로아티아

## 같이 보기
- 전날: 5월 29일 다음날: 5월 31일 - 전달: 4월 30일 다음달: 6월 30일
- 음력: 5월 30일
- 모두 보기